# Дарлінгтон (місто, Вісконсин)
Дарлінгтон (англ. Darlington) — місто (англ. city) в США, в окрузі Лафаєтт штату Вісконсин. Населення — 2462 особи (2020).

## Географія
Дарлінгтон розташований за координатами 42°40′42″ пн. ш. 90°7′6″ зх. д. / 42.67833° пн. ш. 90.11833° зх. д. (42.678339, -90.118439).  За даними Бюро перепису населення США в 2010 році місто мало площу 3,46 км², уся площа — суходіл.

## Демографія
Згідно з переписом 2010 року, у місті мешкала 2451 особа в 994 домогосподарствах у складі 623 родин. Густота населення становила 709 осіб/км².  Було 1082 помешкання (313/км²).
Расовий склад населення:
| - 89,5 % — білих - 0,5 % — корінних американців - 0,3 % — чорних або афроамериканців - 0,2 % — азіатів - 8,5 % — осіб інших рас |

До двох чи більше рас належало 0,9 %. Частка іспаномовних становила 12,1 % від усіх жителів.
За віковим діапазоном населення розподілялося таким чином: 23,5 % — особи молодші 18 років, 58,1 % — особи у віці 18—64 років, 18,4 % — особи у віці 65 років та старші. Медіана віку мешканця становила 38,7 року. На 100 осіб жіночої статі у місті припадало 100,2 чоловіків;  на 100 жінок у віці від 18 років та старших — 96,2 чоловіків також старших 18 років.
Середній дохід на одне домашнє господарство  становив 53 019 доларів США (медіана — 47 326), а середній дохід на одну сім'ю — 63 699 доларів (медіана — 60 385). Медіана доходів становила 35 838 доларів для чоловіків та 30 865 доларів для жінок. За межею бідності перебувало 11,7 % осіб, у тому числі 27,6 % дітей у віці до 18 років та 7,6 % осіб у віці 65 років та старших.
Цивільне працевлаштоване населення становило 1286 осіб. Основні галузі зайнятості: роздрібна торгівля — 20,9 %, виробництво — 18,7 %, освіта, охорона здоров'я та соціальна допомога — 17,6 %.